# Sentier pédestre Fundy
Le sentier pédestre Fundy (anglais : Fundy Footpath) est un sentier de randonnée située au sud-est du Nouveau-Brunswick. Ce sentier long de 41,4 km longe la baie de Fundy entre la Grande rivière Salmon et le parc national de Fundy. Il fait partie du sentier Nouveau-Brunswick et du sentier transcanadien.

## Localisation
Le sentier pédestre Fundy est situé dans le comté de Saint-Jean dans la province du Nouveau-Brunswick, on peut accéder au sentier par ses deux extrémités, soit à l’accueil de la Grande rivière Salmon dans le parc provincial du Sentier-Fundy et par un sentier de huit kilomètres à partir du camping Point Wolfe du parc national de Fundy.